# 大角海浜公園
大角海浜公園（おおすみかいひんこうえん）は、愛媛県今治市波方町波方にある海浜公園である。

## 概要
愛媛県最北端の岬である大角鼻に立地している。1992年に大角海浜公園がオープンした。オープン当時、公園を中心とする「大角ゾーン」はえひめ瀬戸内リゾート開発構想で今治来島地区の重点整備地区に位置づけられていた。
白い砂浜と磯に囲まれた公園で、夏には海水浴やキャンプを楽しむ家族連れなどで賑わっている。また高台には船のマスト型の展望台や来島海峡潮流信号所が設置されている。高台の展望台からは斉灘や来島海峡などを望む事が出来る。
2003年に河津桜発祥地の静岡県河津町から譲り受けた40本の河津桜が植えられており、2月中旬から花を咲かせている。例年10月末から11月初旬にはツワブキの黄色い花や野路菊の白い花、春には菜の花が一面に咲き乱れる、花の名所にもなっている。

## 施設
- シャワー室、トイレ
- かれい広場（キャンプ場、炊事場）
- くじら広場（キャンプ場、炊事場）
- まんぼう広場
- かさご広場
- うみがめ広場（展望台）

## アクセス
- 西瀬戸自動車道今治北インターチェンジより車で約22分。
- JR今治駅前より、瀬戸内運輸（せとうちバス）波方ループ線で、「大角海浜公園入口」停留所で下車。